# إيفو داماس
إيفو داماس هو لاعب كرة قدم برتغالي في مركز الوسط، ولد في 3 يونيو 1977 في بينفايل في البرتغال. شارك مع منتخب البرتغال تحت 20 سنة لكرة القدم ومنتخب البرتغال تحت 21 سنة لكرة القدم. أما مع النوادي، فقد لعب مع ألفيركا وأولمبياكوس نيقوسيا وسبورتينغ لشبونة.